# 道の駅奥飛騨温泉郷上宝
道の駅奥飛騨温泉郷上宝（みちのえき おくひだおんせんごうかみたから）は、岐阜県高山市奥飛騨温泉郷田頃家にある国道471号の道の駅である。
奥飛騨オートキャンプ場に併設されている。

## 主な施設
- 駐車場
  - 普通車：28台[4][5]
  - 大型車：6台[4][5]
  - 身障者用 : 1台[4][5]
- トイレ（いずれも24時間利用可能）
  - 男性：大 3器、小 6器
  - 女性：8器
  - 身障者用：1器
- 物産館（9:00 - 17:00、11月から3月までの冬季は9:00 - 16:30）[4][5]
- お食事処 いちすけ（10:00 - 19:00、冬季は11:00 - 17:00）
- お食事処 たぬき（10:30 - 17:00、冬季は11:00 - 14:00）
- 奥飛騨温泉郷オートキャンプ場（冬季は休業[4]、営業期間はキャンプ場公式サイトを参照）[2]
  - キャンプ場には露天風呂付きのシャワー棟が併設されているが、キャンプ場利用者のみ入浴が可能（一般での利用は不可）。

## 休館日
- 物産館：無休（3月31日・9月30日は棚卸のため休館）
- お食事処 いちすけ：毎週水曜日（冬季のみ、夏季は無休）
- お食事処 たぬき：毎週火曜日

## アクセス
- 国道471号[2] - 登録路線

## 周辺
- 高原川 - 当駅ならびにオートキャンプ場に隣接[2][5]。
- 奥飛騨温泉郷（新穂高温泉・栃尾温泉）[2]
- 新穂高ロープウェイ